# Янссон, Эмма
Эмма Дженнифер Янссон (швед. Emma Jennifer Jansson; род. 9 мая 1996) — шведская футболитска, нападающий женского футбольного клуба «Русенгорд».

## Карьера

### Клубная карьера
Эмма Янссон начала играть в футбол в восьмилетнем возрасте вместе со своим братом. Она является воспитанницей клуба «Соллентуна» из одноимённой коммуны Швеции. Летом 2012 года девушка перешла в «Хаммарбю» и 1 августа дебютировала в новой команде, в конце первого тайма поединка против «Васалундса» выйдя на замену и забив свой первый гол за «бело-зелёных».
В ноябре 2015 года после вылета «Хаммарбю» из высшего дивизиона чемпионата Швеции Янссон перешла в «Эскильстуну Юнайтед». В составе нового клуба она дебютировала 17 апреля 2016 года, проведя все 90 минут поединка против «Юргордена». Играя за «Эскильстуну», футболистка приняла участие в 4 матчах Лиги чемпионов УЕФА сезона 2016/2017, однако после поражения в 1/8 финала турнира от немецкого «Вольфсбурга» покинула команду.
В ноябре 2016 года Янссон перешла в «Эребру», с которым подписала двухлетний контракт. На следующий год клуб вылетел в Элитэттан, поэтому Янссон покинула команду.
Перед стартом сезона 2018 года футболистка вернулась в «Хаммарбю», подписав с клубом двухлетний контракт. В том сезоне стала лучшим бомбардиром чемпионата с 6 голами и продлила свой контракт ещё на два года, что повторила в ноябре 2020.
В декабре 2022 года подписала трёхлетний контракт с чемпионом страны «Русенгордом».

### Карьера в сборной
Янссон дебютировала за юниорскую сборную Швеции (до 19 лет) на чемпионате Европы 2015 года, ставшем победным для скандинавок.

## Достижения
- Сборная Швеции (до 19 лет)[швед.]:
  - Чемпионка Европы среди девушек до 19 лет: 2015.